# Vincenzo Campi
Pour les articles homonymes, voir Campi (homonymie).
Pour les autres membres de la famille, voir Famille Campi.

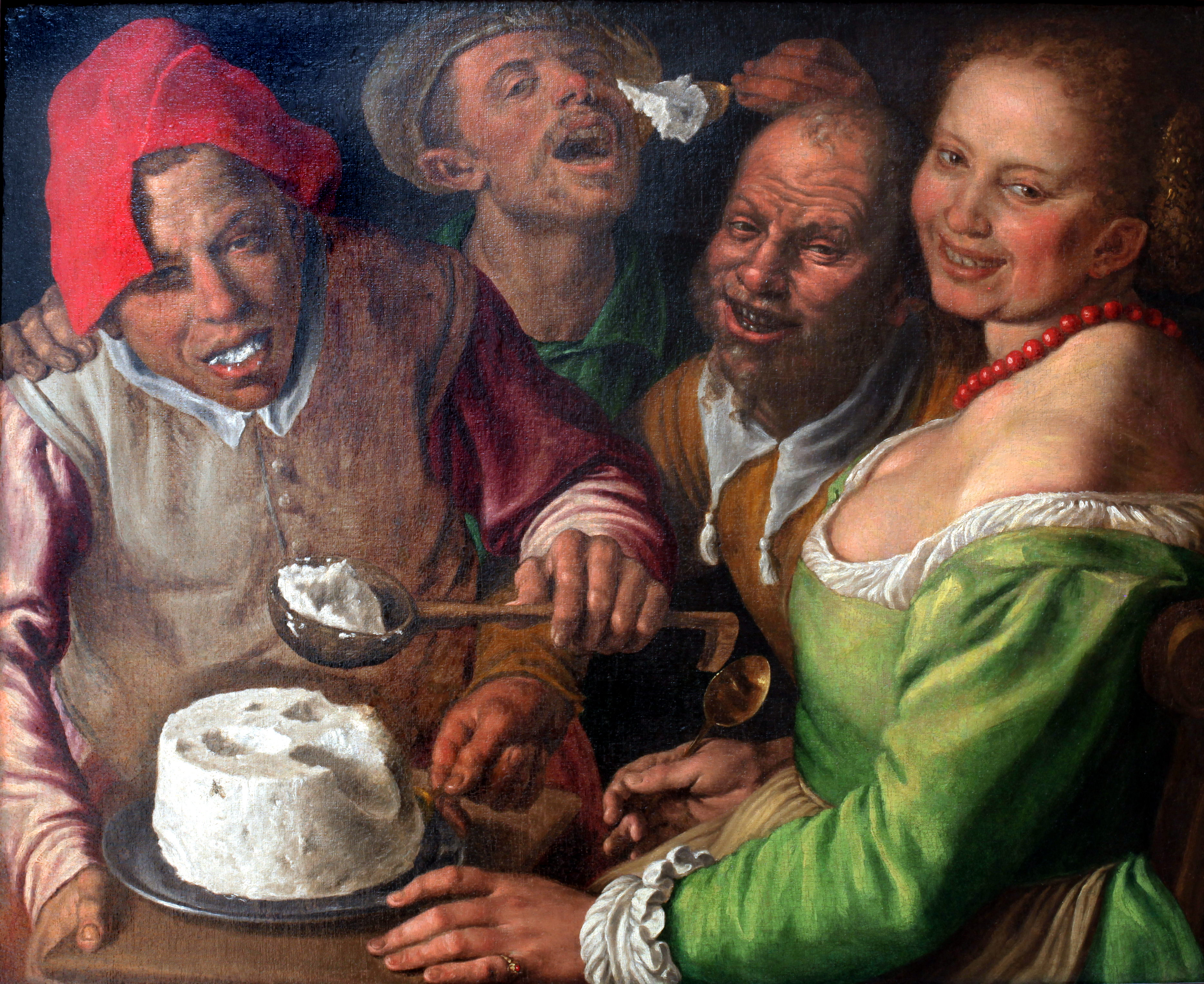
Vincenzo Campi, I mangiatori di ricotta (Musée des Beaux-Arts Lyon)

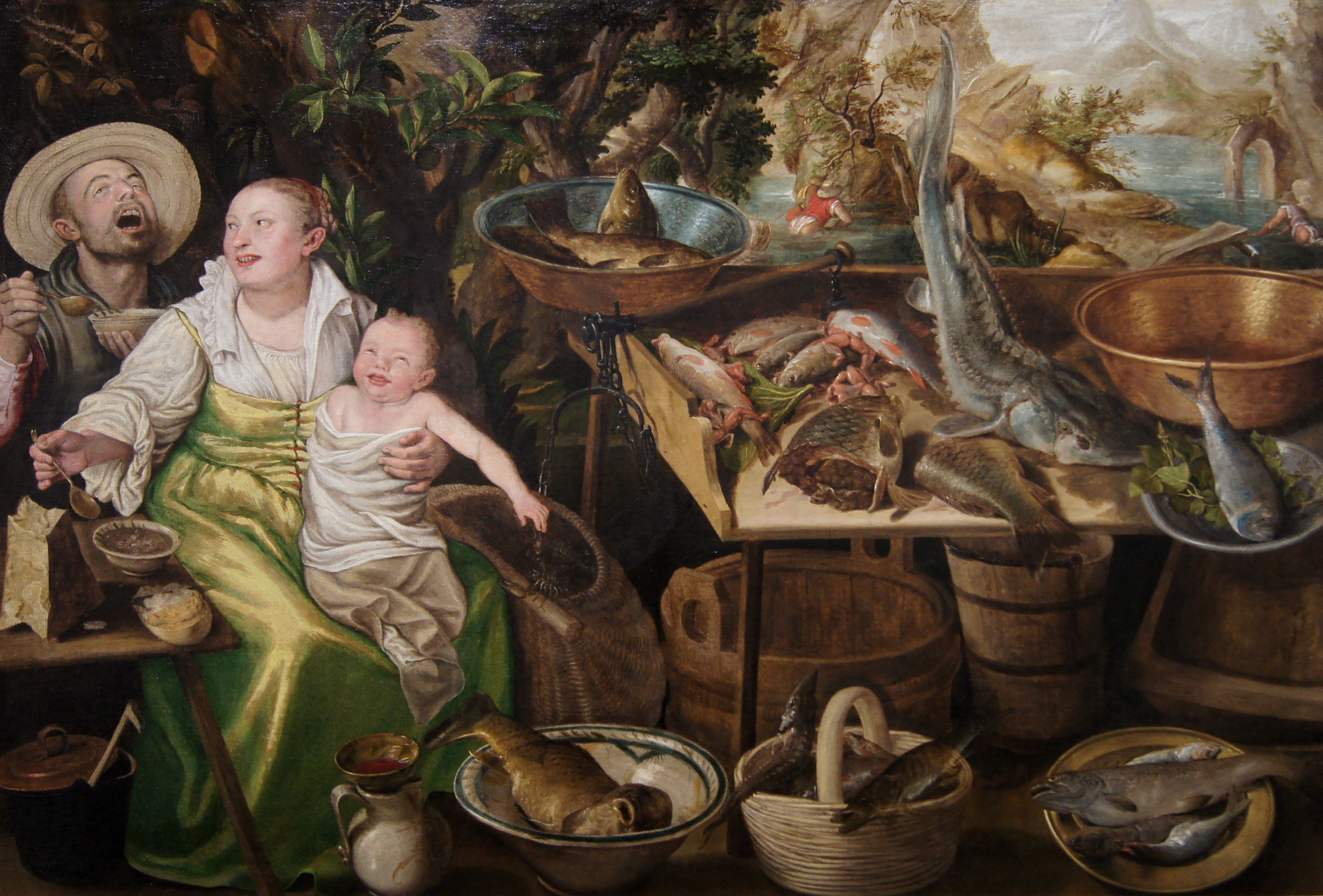
Pescivendoli (les Poissonniers), 1579. Musée de La Roche-sur-Yon

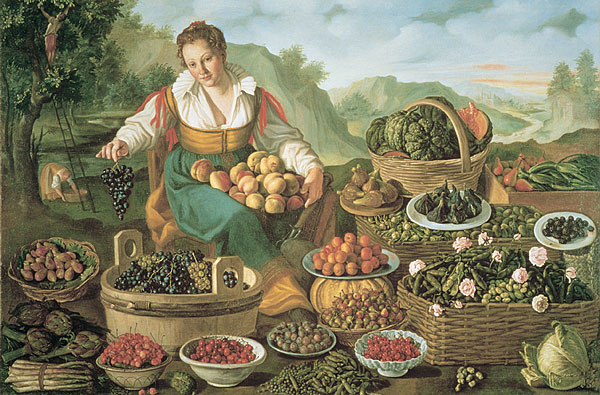
Vincenzo Campi, La Fruttivendola (pinacothèque de Brera, Milan)

Vincenzo Campi (Crémone, 1536 - 3 octobre 1591) est un peintre italien et le frère cadet et l'élève de Giulio Campi et Antonio Campi et le fils de Galeazzo Campi.

## Biographie
Vincenzo Campi a eu une carrière de peintre ambivalente, par son choix à la fois de peindre des retables d'une sensibilité engagée dans  la Contre-Réforme (de l'archevêque Carlo Borromeo) en Lombardie, et  d'un imprévisible côté burlesque célèbre dans ses scènes de genre, habitées de faces populaires, grotesques et caricaturales et de femmes provocantes et clignant de l'œil, inspirées de la mode de la  peinture flamande, chargées de significations érotiques. Ces œuvres rencontrèrent un certain succès parmi ses commanditaires, entre lesquels doit être compté le riche mécène bavarois Hans Fugger (une série de tableaux de Vincenzo Campi, remontant aux années 1580 et 1581, est aujourd'hui conservée au château de Kirchheim) et qui renoue en partie aux recherches analogues de sens naturaliste par la peinture bolonaise (Bartolomeo Passarotti et Annibale Carracci).
Sa carrière se déroule particulièrement à Crémone, mais il laisse des œuvres à Milan, à Pavie et à Busseto. Ses premières œuvres documentées sont repérées à la décoration du dôme de Crémone, une Pietà dans la salle du Capitole et une série de Prophètes  dans la nef. Dans le Christ en croix de la Chartreuse de Pavie, il se plie aux exigences de l'atmosphère de dramatisation solennelle  demandée aux artistes dans les années de la Contre-Réforme lorsqu'il leur était exigé de donner à l'art sacré des sentiments de pathos pour inspirer une forte dévotion aux fidèles.
Entre 1586 et 1589, sa plus importante œuvre milanaise, peinte en collaboration avec son frère Antonio, sur la voûte de l'église San Paolo Converso, est peinte avec des perspectives spectaculaires en trompe-l'œil. En 1588, Vincenzo peint un très beau San Matteo  à Pavie, dont le réalisme a été lu par le critique Roberto Longhi comme un important précédent de la peinture du Caravage.

## Œuvres
- Les Mangeurs de ricotta (Lyon, Musée des Beaux Arts)Retable avec saint Matthieu l'évangéliste, 1588, Pavie, Église San Francesco Grande.

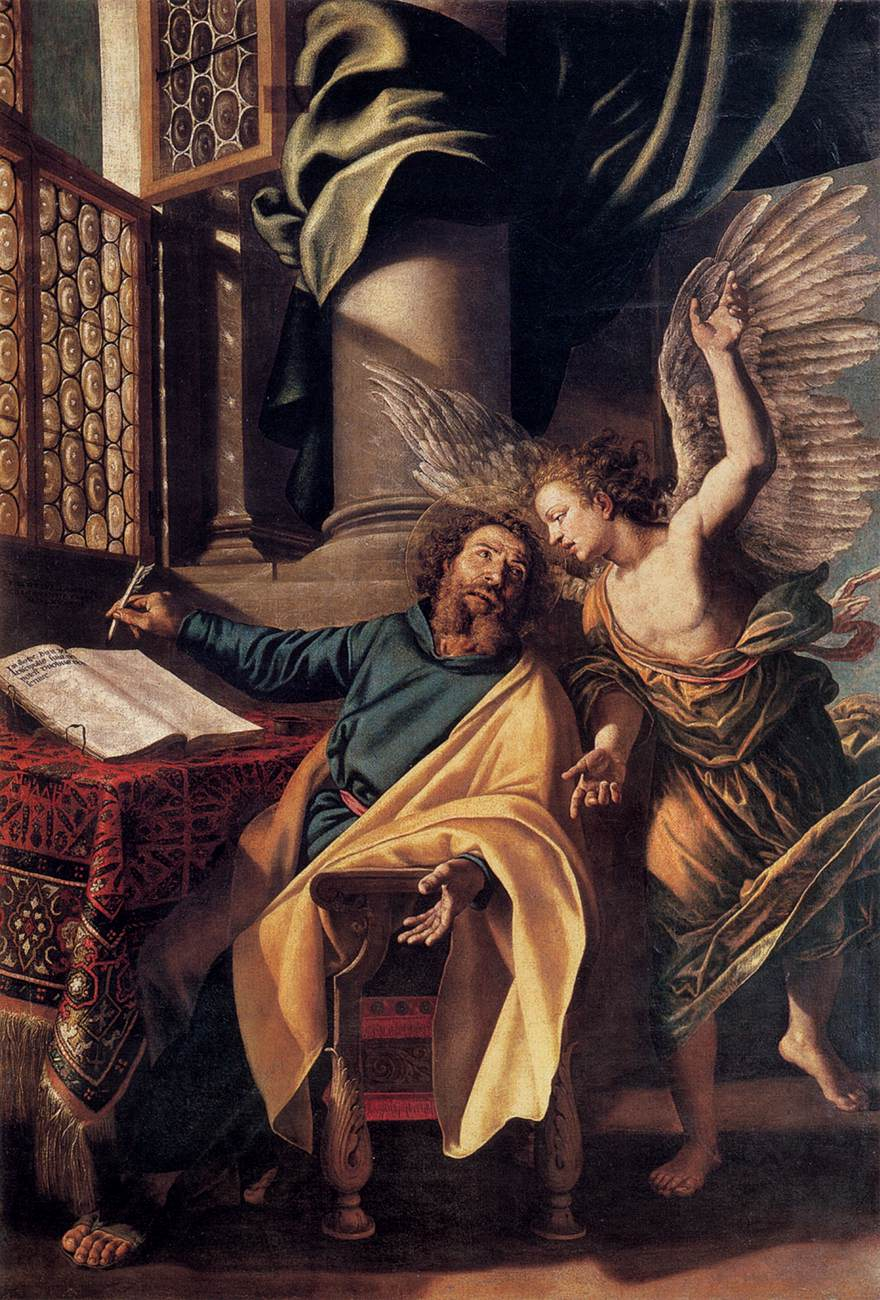
Retable avec saint Matthieu l'évangéliste, 1588, Pavie, Église San Francesco Grande.

- Pescivendoli (La Roche-sur-Yon, Musée municipal), déposé au Lyon, Musée des Beaux Arts en 2019 pour une durée de 5 ans.
- La Fruttivendola (Milan, pinacothèque de Brera)
- La Pollivendola (Milan, pinacothèque de Brera)
- Cristo inchiodato alla croce (Musée de la Chartreuse de Pavie)
- Cristo inchiodato alla croce (Madrid, Museo del Prado)
- Annunciazione (Busseto, oratorio dell'Annunciata)
- Trinità (Busseto, oratorio della Trinità)
- Il trasloco dei contadini (il 'San Martino') (Crémone, palazzo del Comune)
- San Matteo e l'angelo (Pavie, San Francesco Grande)
- Ascensione, angeli e santi (Milan, église San Paolo Converso)